# Emanuela Grigio
Emanuela Grigio (Albignasego, 7 ottobre 1964) è un'ex atleta paralimpica italiana ipovedente.

## Biografia
Ipovedente dalla nascita, a causa di una forma di nistagmo congenito, ha compiuto i propri studi all'Istituto L. Configliachi di Padova dove ha potuto avviarsi anche allo sport. Conseguito il diploma di centralinista e inserita nel mondo del lavoro, ha partecipato all'edizione dei VII Giochi paralimpici estivi a New York e ha conquistato una medaglia di bronzo e una d'argento, nei 400 e negli 800 m piani.
In seguito ha partecipato agli Europei IBSA a Roma, nel 1985 e, nel 1988 è stata nuovamente convocata per i Giochi di Seul, dove, sempre nelle stesse specialità, ha guadagnato un quarto posto (400 m) e un sesto posto (800 m).
Ha chiuso la propria carriera atletica internazionale prima del 1992, dedicandosi esclusivamente al torball (sport non presente alle Paralimpiadi), che ha praticato a livello nazionale e internazionale.
È sorella di Agnese Grigio.

## Palmarès
| Anno | Manifestazione     | Sede                      | Evento         | Risultato | Prestazione | Note |
| ---- | ------------------ | ------------------------- | -------------- | --------- | ----------- | ---- |
| 1984 | Giochi paralimpici | Stoke Mandeville New York | 400 m piani B2 | Bronzo    | 1'07"34     |      |
| 1984 | Giochi paralimpici | Stoke Mandeville New York | 800 m piani B2 | Argento   | 2'38"02     |      |
| 1988 | Giochi paralimpici | Seul                      | 400 m piani B2 | 4ª        | 1'06"90     |      |
| 1988 | Giochi paralimpici | Seul                      | 800 m piani B2 | 6ª        | 2'55"79     |      |

## Onorificenze
- 2014 - Leone d'argento conferito dal CONI regionale veneto.[3]